# Sierra Base
Sierra base var en patrullbas för ett av den svenska Bosnienbataljonens pansarskyttekompani. Patrullbasen var grupperad strax utanför Gracanica och lämnades över till kommunen i december 1999 i samband med att den sista svenska Bosnienbataljonen roterade hem.
Halva Sierra November var hela tiden grupperat vid Sierra Base tillsammans med en sjvgrp och ett amerikanskt haubitskompani. Delar av campområdet tillhörde f.d. Camp Tor som byggdes om under BA07, dvs. vintern 1996/1997. Den del av Sierra Base som tillhörde US Army benämndes Camp Caisson. US Army flyttade dock från campen under sommaren 1998 och campen byggdes om igen (=ännu mindre campområde).
Förutom förläggningstält av amerikansk typ fanns det inom campområdet:
- Matsal och kök, där en svensk kock lagade mat 6 dagar i veckan. På söndagarna stod amerikanerna för maten, varför pizza och hamburgare var vanliga maträtter.
- Ordergivningstält
- "Mässen" Wasaborg, där aldrig någon alkohol serverades. Mässen användes istället som tv-rum. Sent under BA10 byggdes även en telefonkur med möjlighet att ringa hem till Sverige. Innan telefonkuren kom på plats fanns det en mobiltelefon som delades mellan samtliga svenskar boende på Sierra Base.Wasaborg flyttades till Camp Pleso i Zagreb. Där blev den det svenska HQ kompaniets mäss.
- Vedeldad bastu
- Bostadsbaracker för officerare och kock
- PX. Denna byggnad byggdes av amerikanerna under deras tid och var då ett officiellt AAFES PX, dock väldigt litet. Efter att US Army lämnat campen drevs denna i lokal regi av en kvinna boende i närområdet. Utbudet i PX:et blev därmed än mer begränsat, och bestod främst av godis och dricka.
- Gym. Under US Armys tid på Sierra Base fanns gymmet i en verkstadslokal inom campområdet, efter deras omgruppering byggdes ett nytt gym upp med svensk utrustning.